# Fígaro

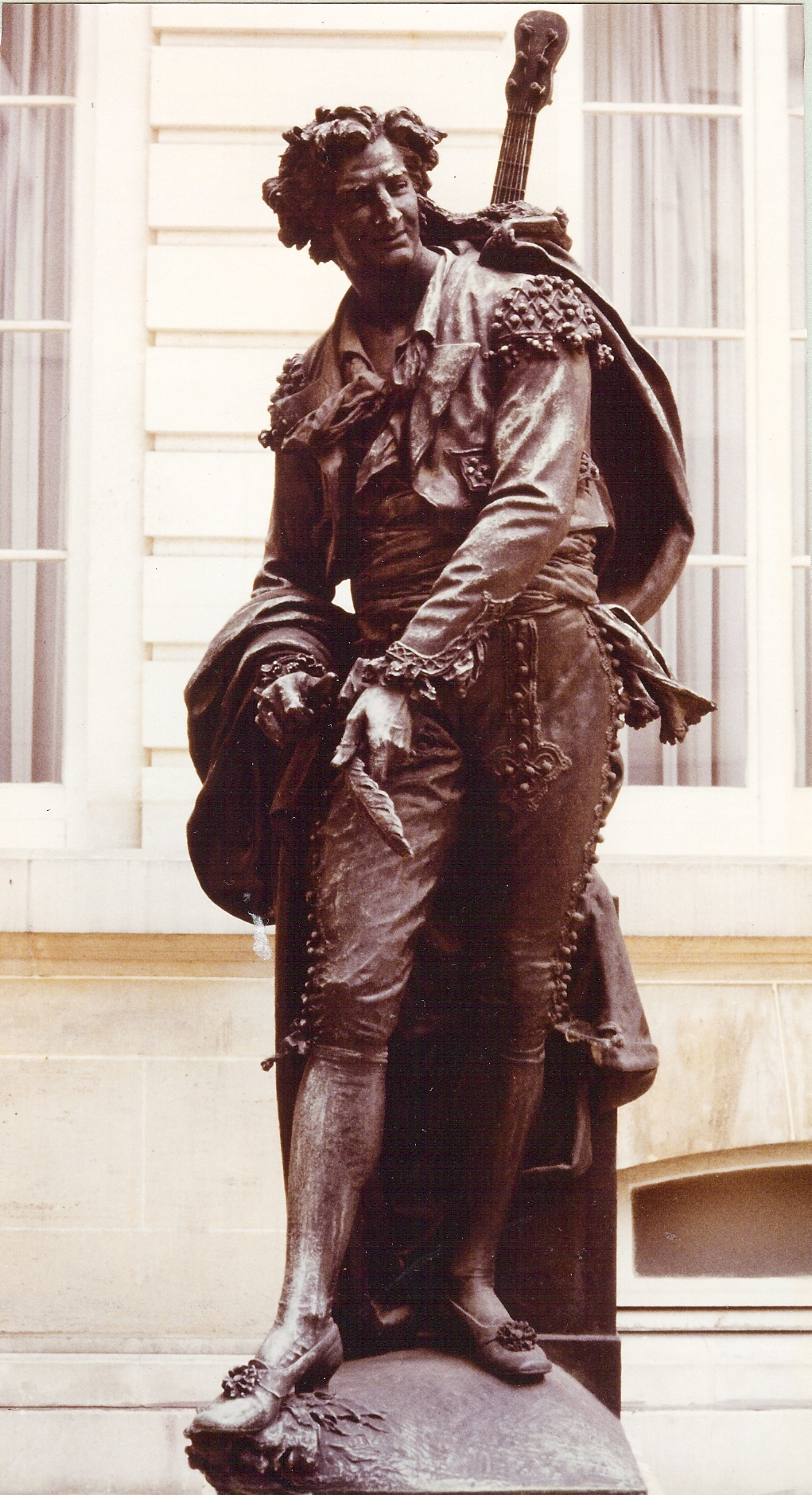
Estatua de Jean Barnabé Amy donde se lo ve a Fígaro con ropas clásicas de Sevilla y portando una guitarra.

Fígaro es un personaje de ficción que, se supone, vivió en la ciudad de Sevilla. Fue llevado al teatro con éxito por Pierre-Augustin de Beaumarchais en 1775, como protagonista de El barbero de Sevilla. El personaje fue retomado para protagonizar distintas óperas.

## Desarrollo del personaje
Fígaro es el protagonista de una trilogía de comedias del dramaturgo francés Pierre-Augustin de Beaumarchais: El barbero de Sevilla, Las bodas de Fígaro y La madre culpable. Las tres fueron convertidas en óperas, aun representadas en el siglo XXI, por Giovanni Paisiello y Gioacchino Rossini la primera, Wolfgang Amadeus Mozart la segunda y Darius Milhaud la tercera. 
Honoré-Antoine Richaud Martelly utilizó estos mismos personajes en Les deux Figaro ou Le sujet de comédie, adaptada por Felice Romani para el libreto de la ópera I due Figaro o sia Il soggetto di una commedia, de Saverio Mercadante (1795-1870).
El barbero de Sevilla fue el origen de otras dos óperas que no forman parte del repertorio habitual de los teatros de ópera. La ópera The Ghosts of Versailles, de John Corigliano, estrenada en 1983, también lo incluye como personaje.

## Aventuras
En El barbero de Sevilla, Fígaro es un joven barbero de Sevilla. Asiste al Conde de Almaviva en su conquista de Rosina, su interés romántico. En la segunda comedia, Las bodas de Fígaro, el Conde y Rosina se han casado, Fígaro es el valet del conde, y se prepara para casarse por su parte. La obra es socialmente subversiva para la época, al ser los conflictos vistos principalmente desde el punto de vista de los sirvientes, en vez de ser estos meros espectadores de los conflictos de la aristocracia.

## Trascendencia del personaje

### Internacionalmente
Se puede argumentar que Fígaro es el barbero más famoso de la cultura occidental, usándose a veces su nombre como sinónimo de barbero. Además como imagen de un personaje hábil, bien informado y perspicaz, está en el origen del nombre del periódico francés Le Figaro y del seudónimo usado por el escritor y periodista español Mariano José de Larra a principios del siglo XIX.
En un episodio de la serie televisiva animada Los Simpson, titulado The Homer of Seville, Homer Simpson interpreta a Fígaro por una repentina afición a la ópera. La compañía de dibujos animados Disney llamó Fígaro al gato de Geppetto, el padre de Pinocho. Dado el éxito del pequeño gato, fue recuperado por la compañía para hacer de gato de Minnie Mouse en tres episodios cortos: Fígaro y Cleo (1943), Día de Baño (1946) y Fígaro y Frankie (1947). Además, Fígaro es un nombre recurrente para barberías. En un famoso episodio de El Chavo del 8, el icónico personaje de Don Ramón dice conseguir trabajo como "Figaro", refiriéndose a que va a trabajar como barbero, además aparece cantando "Fígaro, Fígaro, Fígaro" varias veces durante el episodio.

### En Sevilla

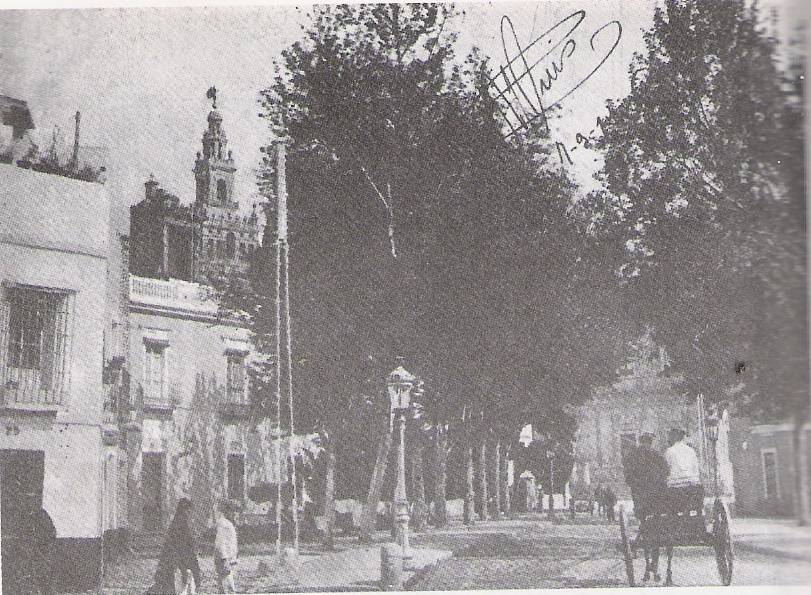
Fotografía de finales del de la desembocadura de la calle Santander de Sevilla, donde según la tradición se encontraba la casa de Fígaro

Fígaro se ha convertido en un personaje del folclore popular sevillano, hasta el punto que su barbería se localizó en Sevilla, en un local en la calle Santander, cerca de su desembocadura en la avenida de la Constitución. Actualmente el local se derribó y solo se conoce su aspecto por una fotografía tomada a finales del siglo XIX y recogida en los anexos del libro Tradiciones y leyendas sevillanas (1975), de José María de Mena. En el lugar de la casa, que hoy posee una placa conmemorativa realizada en cerámica Pickman en 2012, hoy se alzan dos bloques que albergan domicilios, oficinas y locales comerciales junto a una plaza arbolada anexa a la avenida de la Constitución.
De cara a la Exposición Universal de 1992, se construyó en Sevilla un teatro de la ópera: el Teatro de la Maestranza. La ciudad quiso honrar su pasado operístico (existen 153 óperas ambientadas en ella) creando, junto al Teatro, un monumento a Wolfgang Amadeus Mozart como compositor de Las bodas de Fígaro, en cuyos textos se cita expresamente la ciudad. El monumento es una estatua de bronce de Mozart subiendo a una silla con su violín en la mano. La estatua está ubicada junto al Teatro de la Maestranza, en el número 22 del paseo de Colón.

### Fígaro en la ópera
El personaje de Fígaro ha sido llevado a la ópera en numerosas ocasiones. Destacan:
- 1782 : Giovanni Paisiello, El barbero de Sevilla (Il barbiere di Siviglia, ovvero La precauzione inutile).
- 1786 : Wolfgang Amadeus Mozart: Las bodas de Fígaro (Le nozze di Figaro).
- 1816 : Gioachino Rossini: El barbero de Sevilla (Il barbiere di Siviglia).
- 1967 : Darius Milhaud: La madre culpable (La mère coupable).